# Molí de Dalt (Sant Lluís)
Es Molí de Dalt és un molí de vent  fariner construït l'any 1762, a Sant Lluís dins el període de breu dominació francesa a l'illa de Menorca, junt amb els altres dos molins del poble construïts poc temps després. Anys més tard, el 1776, ja funcionava el molí més gran dels tres, el molí d'Enmig, situat al mateix carrer principal a pocs metres de l'anterior. Finalment, el 1780 es construeix el molí de Baix, a un solar del carrer Comte Lannion, a la part meridional del poble.
El 12 de gener de 1949, una forta tramuntana va fer caure el curull o capell i els elements exteriors tot fent malbé la maquinària i aturant-ne una activitat de 187 anys. L'edifici va anar degradant-se fins que el Consell Insular de Menorca el va comprar salvant-lo del mal estat en el que es trobava. El 9 d'abril de 1984 el va cedir a l'ajuntament de Sant Lluís per a usos culturals. Diumenge de Pasqua de l'any 1987 s'inaugurava oficialment aprofitant l'avinentesa del 255è aniversari de la fundació de la vila. Acull el Museu Etnològic de Sant Lluís a més d'una oficina municipal d'informació turística.

## Edifici
La maquinària ha estat reconstruïda amb les peces originals. Es poden observar les dimensions i el complex sistema de cordatge per subjectar les aspes i la maquinària del molí perfectament restaurada.
La  mola, que és la peça fonamental del molí i que en dona el nom i en defineix l'activitat és de procedència francesa i probablement es tracta de l'original, fa vora 1000 kg de pes.

## Col·lecció
El molí és la seu del Museu Etnològic de Sant Lluís, on es poden veure una gran varietat d'eines emprades a les tasques del camp i oficis avui desapareguts.
Entre d'altres s'hi poden trobar diferents tipus d'arades, batedors, una antiga premsa de formatge, màquines de ferrer, la pastera per pastar el pa i fins i tot l'antic carro de pagès emprat per al transport de mercaderies o persones. Aquestes peces i moltes més formen una gran col·lecció d'eines antigues i d'un gran interès de caràcter  etnològic.

### Sala 1
Aquesta sala està dedicada als estris de la matança del porc, recipients per a mesurar el gra i arreus per fer llum, a més d'una exposició de fotos antigues del molí.

### Sala 2
Acull eines de diferents oficis com el de fuster, de ferrer, de traginer, instruments per a replegar, traginar i conservar-hi aigua i ormeigs de pescar.

### Sala 3
S'hi troben les eines del camp i ormeigs de caçar.

### Sala 4
Conté els arreus destinats a la farina, a la que es dedicava la producció del molí.

## Galeria d'imatges

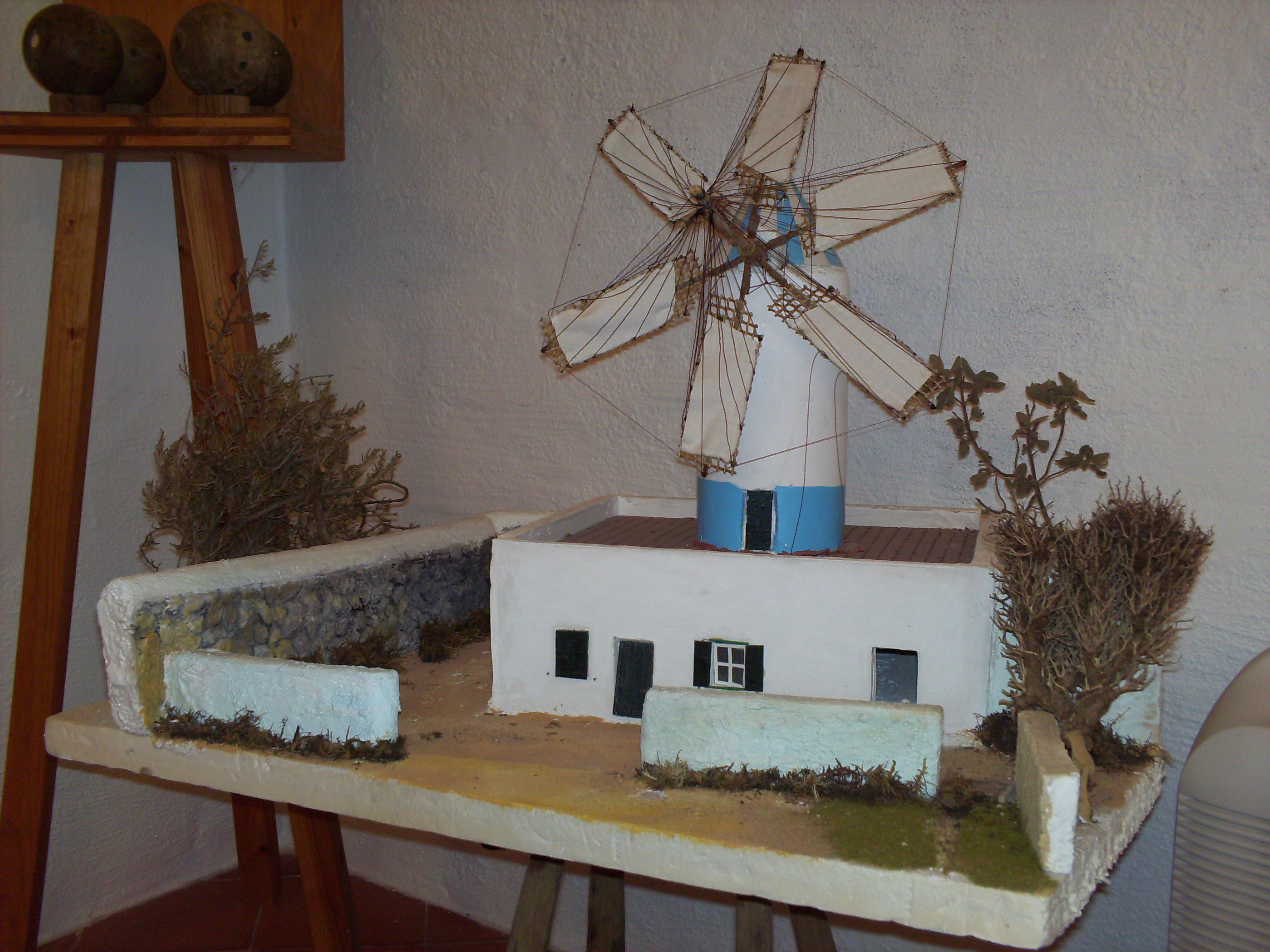
Maqueta des molí
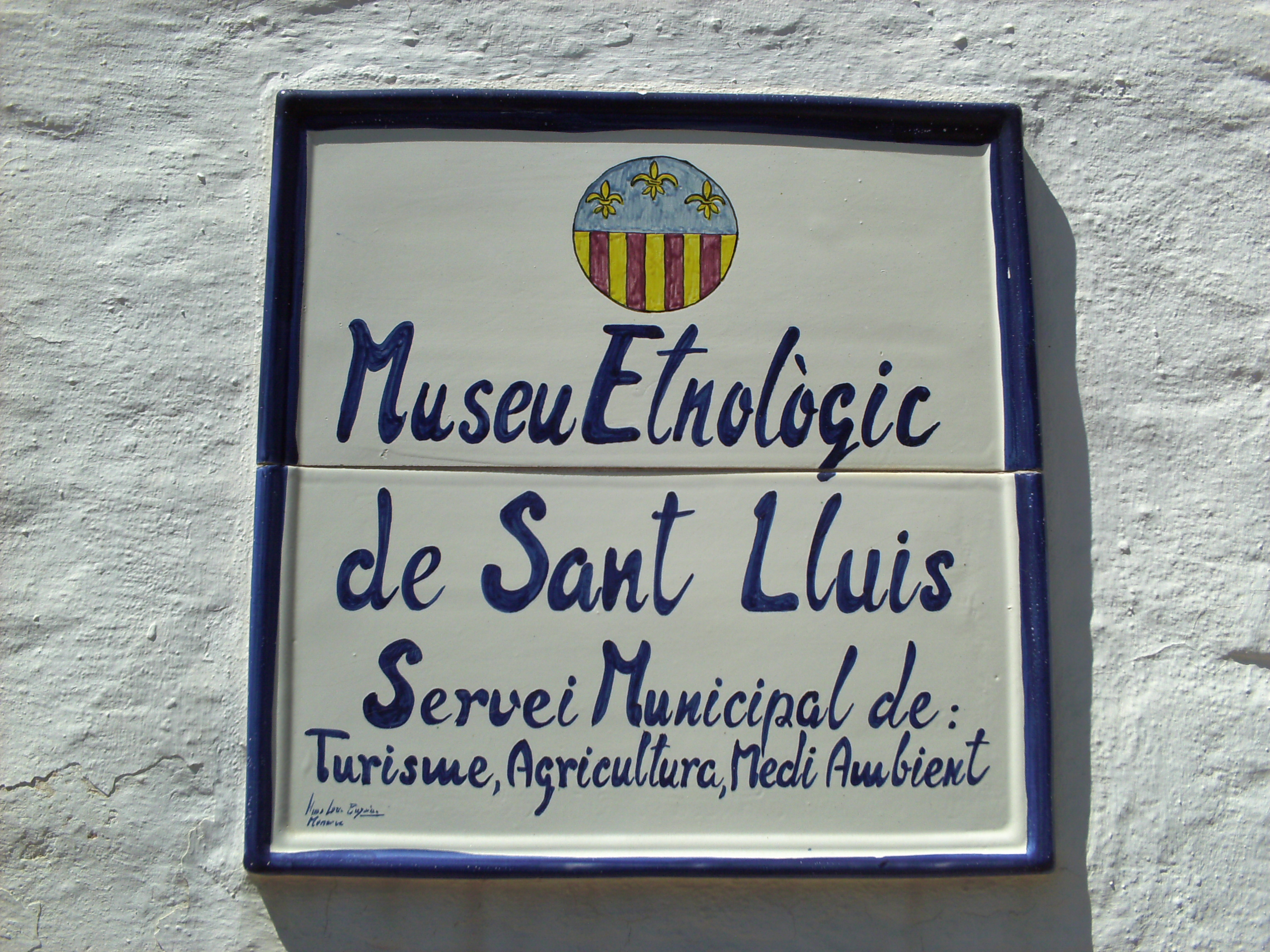
Placa de l'entrada
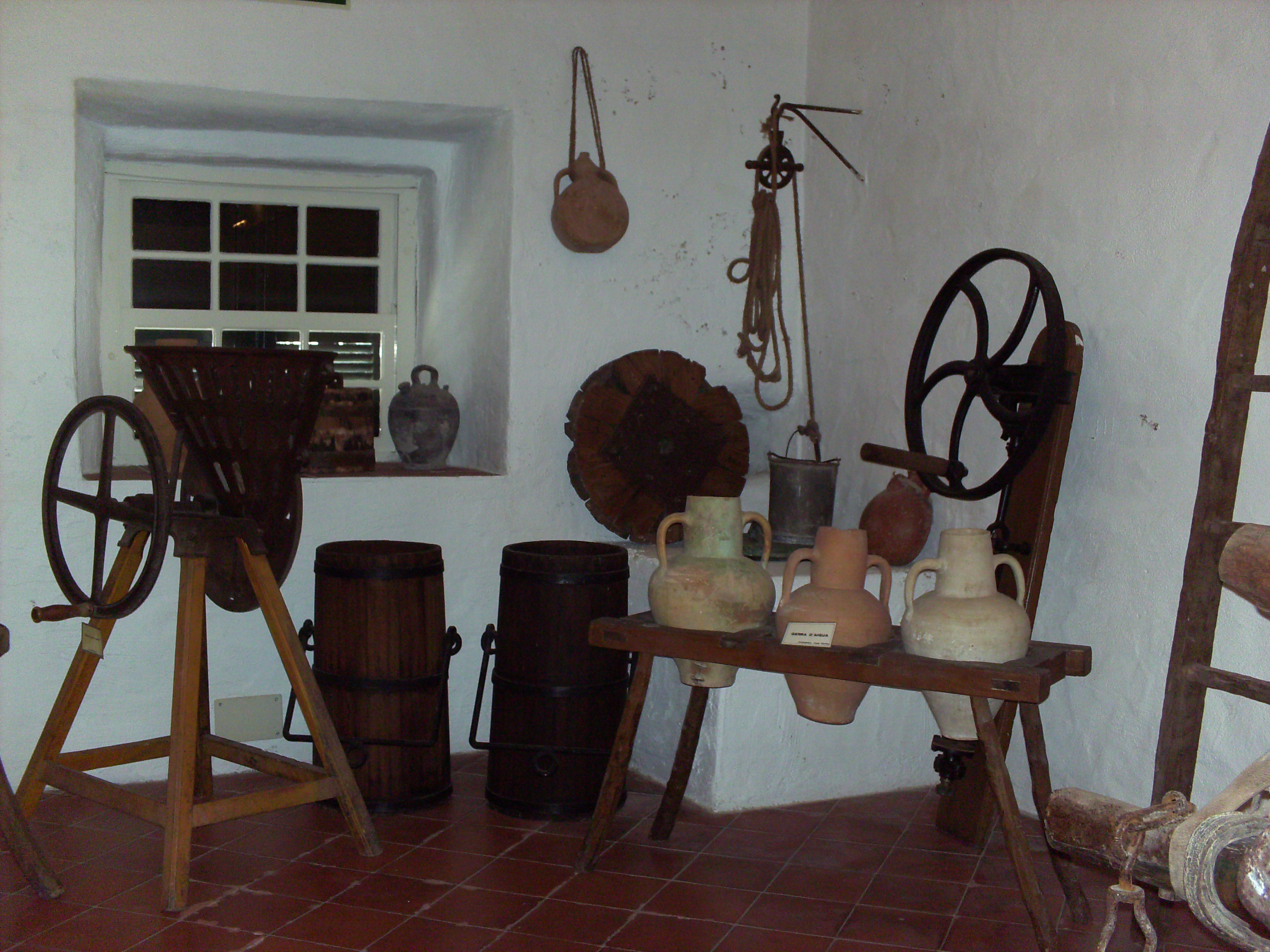
Exposició de l'interior del molí